# 斯闊格羅夫鎮區 (伊利諾伊州迪卡爾布縣)
斯闊格羅夫鎮區（英語：Squaw Grove Township）是位於美國伊利諾伊州迪卡爾布縣的一個行政鎮區。

## 地方資料
根據2010年美國人口普查的數據，斯闊格羅夫鎮區的面積為90.90平方千米，當中陸地面積為90.40平方千米，而水域面積為0.50平方千米。當地共有人口2802人，而人口密度為每平方千米30.83人。